# Ниспорен
Ниспорен (на румънски: Nisporeni) е град в западна Молдова, административен център на Ниспоренски район. Населението му е около 14 400 души (2014).
Разположен е на 93 метра надморска височина в Молдовските възвишения, на 13 километра североизточно от границата с Румъния и на 52 километра западно от столицата Кишинев. Първото споменаване на селището е от 1618 година.

## Известни личности
Родени в Ниспорен
- Анатолий Гуйдя (р. 1977), борец